# 日本基督教団水口教会

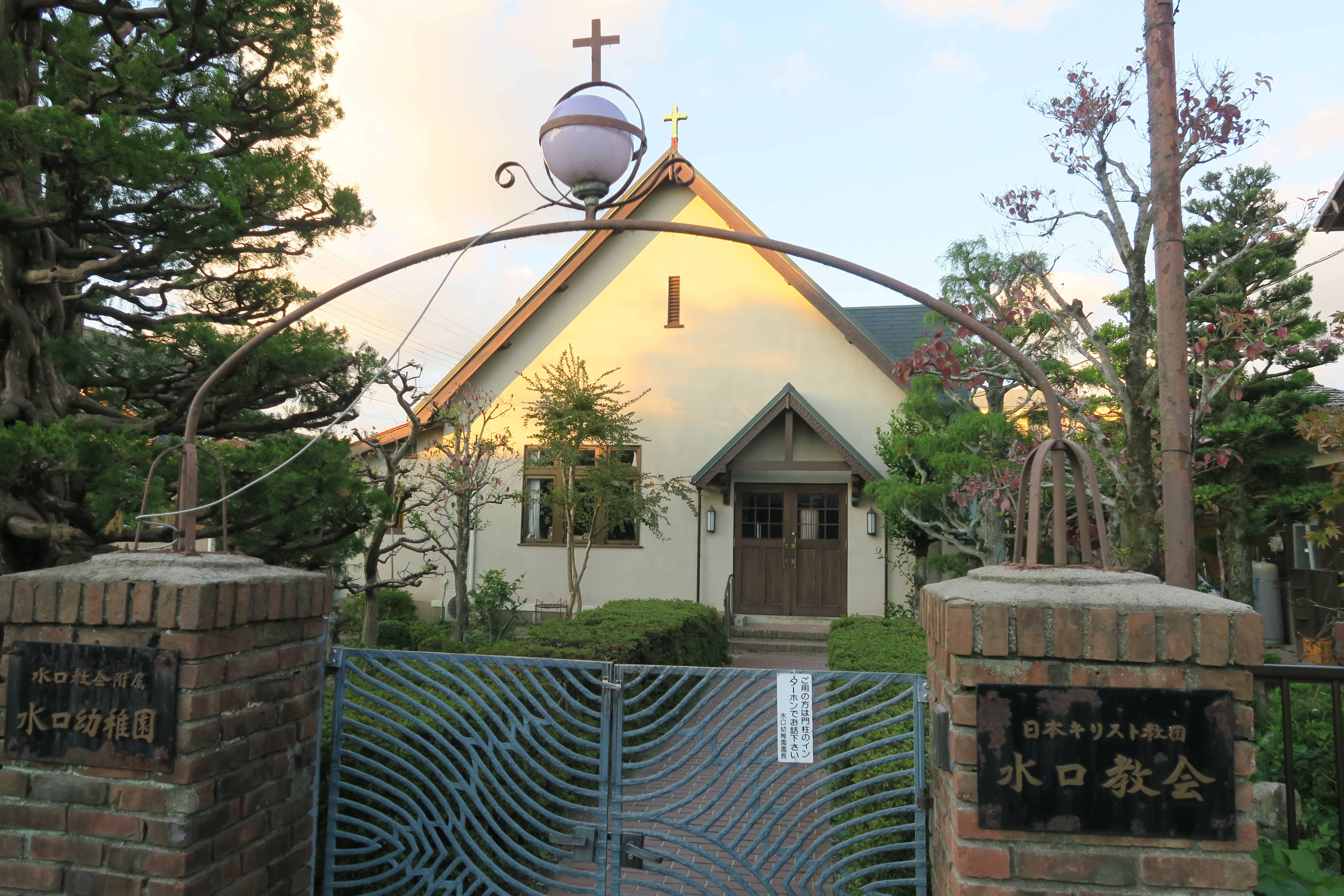
礼拝堂と門柱

日本基督教団水口教会（にほんきりすときょうだん みなくちきょうかい）は、滋賀県甲賀市水口町城東にある日本基督教団に属する教会。
1883年（明治16年）頃に初めてキリスト教の講演会が始まり、1890年（明治23年）に旧水口藩士らを中心に日本組合基督教会水口講義所が開設された。1921年（大正10年）に近江ミッションから牧師の派遣を受けたことからウィリアム・メレル・ヴォーリズと関わるようになり、新たに取得した旧水口城内の土地に1930年（昭和5年）にヴォーリズの設計により礼拝堂、門柱、牧師館が建てられた。礼拝堂と門柱が国の登録有形文化財に登録されている。1937年（昭和12年）に日本基督教団水口教会付属幼稚園（現在の水口幼稚園）が開設された。

## 建築概要

### 礼拝堂
- 設計 - ヴォーリズ建築事務所（ウィリアム・メレル・ヴォーリズ）
- 竣工 - 1930年
- 構造・規模 - 木造平屋建、スレート葺一部鉄板葺、建築面積130m2[3]
- 特徴 - アメリカン・コロニアルスタイルの住宅を基礎とする。ラテン十字形の平面構成をもち、南北棟を切妻の大棟、直行する東西棟を礼拝堂とする。礼拝堂北側は和室が二室連続し、玄関西側には洋室の読書室が設置されている。室内は漆喰の壁と天井、木製の建具、堅固な柱や梁からなる重厚なつくり。
- 所在地 - 滋賀県甲賀市水口町城東3-21

### 門柱
- 設計 - ヴォーリズ建築事務所（ウィリアム・メレル・ヴォーリズ）
- 竣工 - 1930年
- 構造・規模 - 煉瓦造、高さ1.5m[4]
- 特徴 - 煉瓦２枚半角で、みかけ煉瓦を19段に積む。門柱の左右に５段積程度の低い煉瓦塀が取り付く。
- 所在地 - 滋賀県甲賀市水口町城東3-21

## アクセス
鉄道
- 近江鉄道水口石橋駅ら徒歩5分

車
- 新名神高速道路甲南ICから14分